# Jean Fauvety
Jean Fauvety, né en 1763 à Uzès, guillotiné le 26 juin 1795 à Avignon, est un révolutionnaire français

## Biographie
Issu d'une famille protestante, directeur des postes à Uzès, il s'engage dans le mouvement révolutionnaire dès 1789 et devient membre du conseil général de la commune d'Uzès. Venu à Paris pour porter l'acceptation de la constitution de l'an I, son compatriote, le conventionnel Jean-Henri Voulland le fait entrer au Tribunal révolutionnaire comme juré le 28 septembre 1793. Lors de l'instauration de la commission populaire d'Orange, il en est nommé président le 10 mai 1794. Installée le 15 prairial an II (3 juin 1794), la commission commence à juger le 1er messidor (19 juin) et prononce jusqu'à sa suspension le 17 thermidor (4 août), sur 595 comparutions, 147 acquittements, 116 peines de prison ou amendes — en contradiction avec ses instructions qui ne prévoyait que la mort ou l'acquittement — et 332 condamnations à mort.
Le 27 août 1794, Goupilleau de Montaigu ordonne l'arrestation des membres de la commission, qui sont internés à la prison du Fort, à Avignon. Toutefois, Fauvety, le greffier Benêt et l'accusateur public Viot parviennent à s'échapper et viennent se cacher, les deux premiers à Paris, où ils sont capturés en octobre 1794, le dernier à Avignon. Le 3 et le 7 pluviôse an III (22 et 26 janvier 1795), la Convention décide de confier leur jugement au tribunal révolutionnaire, à Paris. Lors du transfert des prisonniers d'Avignon, on découvre que Joseph Fernex, qui avait échappé à l'arrestation, était en fait interné à Lyon. Extrait de sa prison, il est massacré par la foule le 14 février.
Le 26 mai 1795, il est finalement décidé que les membres de la commission seraient ramenés à Avignon en passant par l'Auvergne, pour éviter la vallée du Rhône, plongée alors dans la Terreur blanche, et traduits devant le tribunal criminel du Vaucluse. Fauvety et Viot tentent de s'évader le 28 mai, à trois heures du matin, mais ils sont repris. Le 2 messidor (20 juin), lendemain de l'arrivée des autres membres de l'ancienne commission, Fauvety les rejoint en prison. Le même jour, le procès débute. Aucun avocat n'ayant voulu se charger de leur défense, Fauvety et la plupart de ses collègues sont condamnés à mort le soir du 7 messidor an III (25 juin 1795) et sont guillotinés sur la place du palais des Papes, alors appelée place du Fort, le lendemain, dans l'après-midi. Leurs cadavres, corps et têtes, sont ensuite jetés dans le Rhône, ainsi que celui de Nappier, exposé sur la même place, sous la garde de quelques gendarmes, qui est arraché à son poteau et déchiré par la foule furieuse.
Selon Charles Soullier, un auteur local, qui ignore le caractère prémédité du meurtre en  attribuant la cause à la victime[Quoi ?], « les cadavres des suppliciés furent insultés, et lorsque Nappier eut été exposé sur l'échafaud, ayant eu l'imprudence de répondre aux huées, il fut arraché du poteau[Quoi ?] ; on lui tira un coup de pistolet ; on lui porta mille coups et bientôt son cadavre, réuni à ceux des exécutés, fut aussi jeté dans le Rhône. »

## Autres accusés
- Pierre-Michel-François Roman de Fonrosa, ou Roman-Fonrosa, né à Die le 8 mars 1733, deuxième fils de Paul Roman, bourgeois, et de Jeanne-Thérèse Barnave, avocat comme son aîné Paul-Antoine, président du tribunal de Die en 1790, juge de la commission, condamné à mort;
- Jean-Pierre Melleret, né à Étoile le 25 septembre 1761, fils de l'avocat Antoine Melleret, échevin de cette communauté, médecin, un des principaux organisateurs de la Fédération d'Étoile et de la Société des Amis de la Constitution de Valence et de celle d'Étoile, juge de la commission, condamné à mort;
- Gaspard Ragot, 42 ans, menuisier à Lyon, juge de la commission, condamné à mort;
- François-Charles-Gabriel-Léonard Viot, âgé de 28 ans, né à Charleville, ancien déserteur du régiment de Penthièvre-Dragons, accusateur public, condamné à mort;
- Joseph-François Barjavel, homme de loi, né à Carpentras le 7 novembre 1764, fils de Paul-Joseph Barjavel et de Jeanne-Delphine Mézard, ancien accusateur du tribunal criminel du Vaucluse, conseil de l'accusateur public, condamné à mort;
- Claude Benêt, homme de loi natif d'Orange, 31 ans, greffier de la commission, condamné à mort;
- Eustache Nappier, né à Montreuil-l'Argillé le 15 mars 1751, installé à Paris depuis l'âge de 14 ans, ancien huissier au Châtelet de Paris puis au tribunal révolutionnaire, huissier de la commission, condamné à 12 ans de fer et à être préalablement attaché à un poteau placé sur un échafaud, pendant six heures, poignardé par des inconnus pendant son exposition;
- Claude Dubousquet fils, d'Avignon, 36 ans, commis de l'huissier adjoint le 27 prairial an II (10 juin 1794), acquitté;
- Pierre-Nicolas Goubert, chirurgien-pédicure à Paris, électeur de la Section de la Butte-des-Moulins, mis hors de cause;
- Joseph Teyssier, mis hors de cause;
- Joseph-Marie-Victor-François Cottier-Julian, docteur en droit de Carpentras, 28 ans, secrétaire général du département, secrétaire en chef de la commission. Son jugement étant renvoyé à huitaine, il est jugé le 22 messidor et condamné à 20 ans de fers et à six heures d'exposition. À sa demande, sa peine est relevée à 24 ans de fers pour éviter l'exposition, devant la menace qu'il soit assassiné comme Eustache Nappier. Le jugement est annulé l'année suivante, et il est libéré.

## Sources
- René Moulinas, Histoire de la révolution d'Avignon, Aubanel, 1986, 390 pages  (ISBN 2700601173)
- Simeon Bonnel, Les 332 victimes de la Commission populaire d'Orange en 1794: d'après les documents officiels, 1888, 2 vol.
- Jules Michelet, Histoire de la Révolution française